# 貝德福縣 (田納西州)
貝德福县（英語：Bedford County）是美國田納西州中南部的一個縣。面積579平方公里。根據美國2000年人口普查，共有人口60,371人。縣治謝爾比維爾（Shelbyville）。
成立於1807年12月3日。縣名紀念大陸軍上校、州眾議員湯瑪斯·貝德福。